# Salvador Alsius i Clavera
Salvador Alsius i Clavera (Barcelona, 18 de juliol de 1948) és un presentador de televisió i periodista català. És llicenciat en Ciències Econòmiques (1973) i en Ciències de la Informació per la Universitat Autònoma de Barcelona (1976) i doctor en periodisme per la Universitat Pompeu Fabra. Fou degà del Col·legi de Periodistes de Catalunya entre 1997 i 2001 i des del 1975 imparteix classes a la UB i a la UPF. Ha treballat a diversos mitjans de la premsa escrita com el setmanari El Món, Diario de Barcelona, El Periódico i l'Avui. També ha treballat a TVE-Catalunya, on dirigí i presentà Memòria popular i a Televisió de Catalunya, on ha presentat els programes Telenotícies Migdia, on es va fer popular la seva secció del santoral, Telenotícies Cap de setmana, Telenotícies Nit, La Revista, Blanc o negre i La caixa sàvia. Des del juliol de 2014 és membre del Consell de l'Audiovisual de Catalunya.

## Programes
- Memòria popular, director i presentador (1981-1983) (TVE Catalunya)
- Blanc o negre, idea, direcció i presentació (1987-1988) (TV3)
- Què dius, Alsius?, direcció i presentació (1988-1990) (Catalunya Ràdio)
- La caixa sàvia, idea, direcció i presentació (1989-1990) (Canal 33)
- Telenotícies, director i presentador (Telenotícies migdia 1984-1987 i 1992) (Telenotícies cap de setmana 1992-1995) (TV3)

## Obra
- Telenotícies al migdia. 1987
- Com es fa un telenotícies. Editorial Onda. Barcelona, 1987.
- Catorce preguntas sobre el periodismo en televisión. Editorial CIMS. Barcelona, 1997.
- Ètica i periodisme. Editorial Pòrtic. Barcelona, 1998.
- Hem perdut l'oremus. Petita enciclopèdia de la cultura catòlica, per a joves que no saben i grans que no recorden . Edicions La Campana. Barcelona, 1998. Versió en castellà: De la misa la mitad. Editorial Martínez Roca, 1999. ISBN 84-88791-64-X
- Els codis ètics del periodisme televisiu. Editorial Pòrtic. Barcelona, 1999.
- La informació, un concepte clau per a la ciència contemporània. Acadèmia de Doctors de Catalunya. Barcelona, 2001
- Catalunya sexual. Una completa exploració periodística. 2006
- La ética informativa vista por los ciudadanos. Manuales UOC. 2011
- Com TV3 no hi ha(via) res. Pòrtic, 2021